# شهدطوطی پس‌سرارغوانی

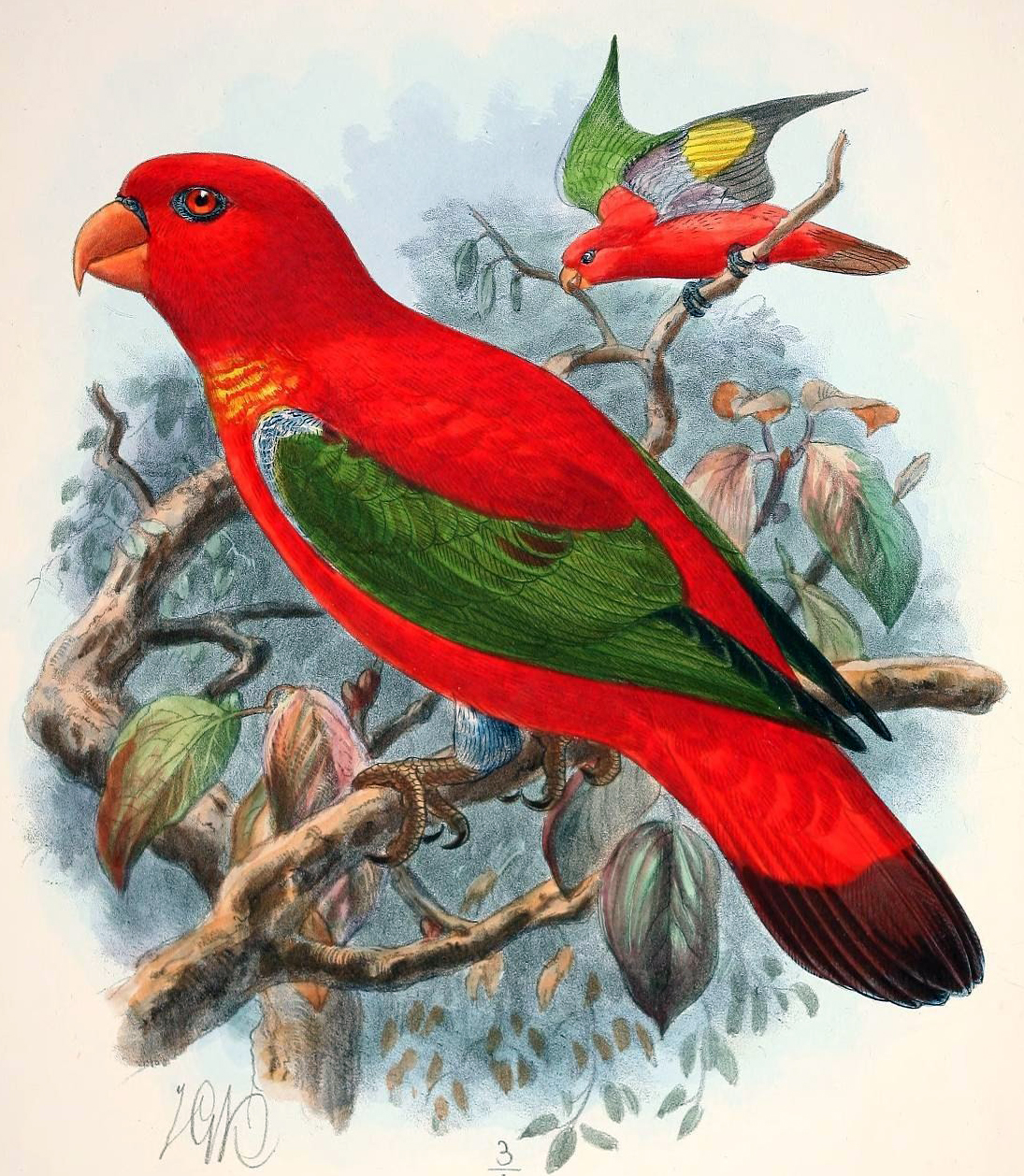
Lorius tibialis، که یا یک گونه منقرض‌شده بود یا تنها یک شکل ناهنجار از Lorius domicella بود.

شهدطوطی پس‌سرارغوانی (نام علمی: Lorius domicella)، گونه‌ای از طوطی‌ها از خانواده طوطیان سبز است. این گونه بومی جزایر سرام، آمبون و شاید هم هاروکو و ساپاروا، مالوکوی جنوبی، اندونزی، در جنگل است. یک گونه در خطر انقراض در نظر گرفته می‌شود، تهدید اصلی آن تله برای تجارت پرندگان قفسی است.

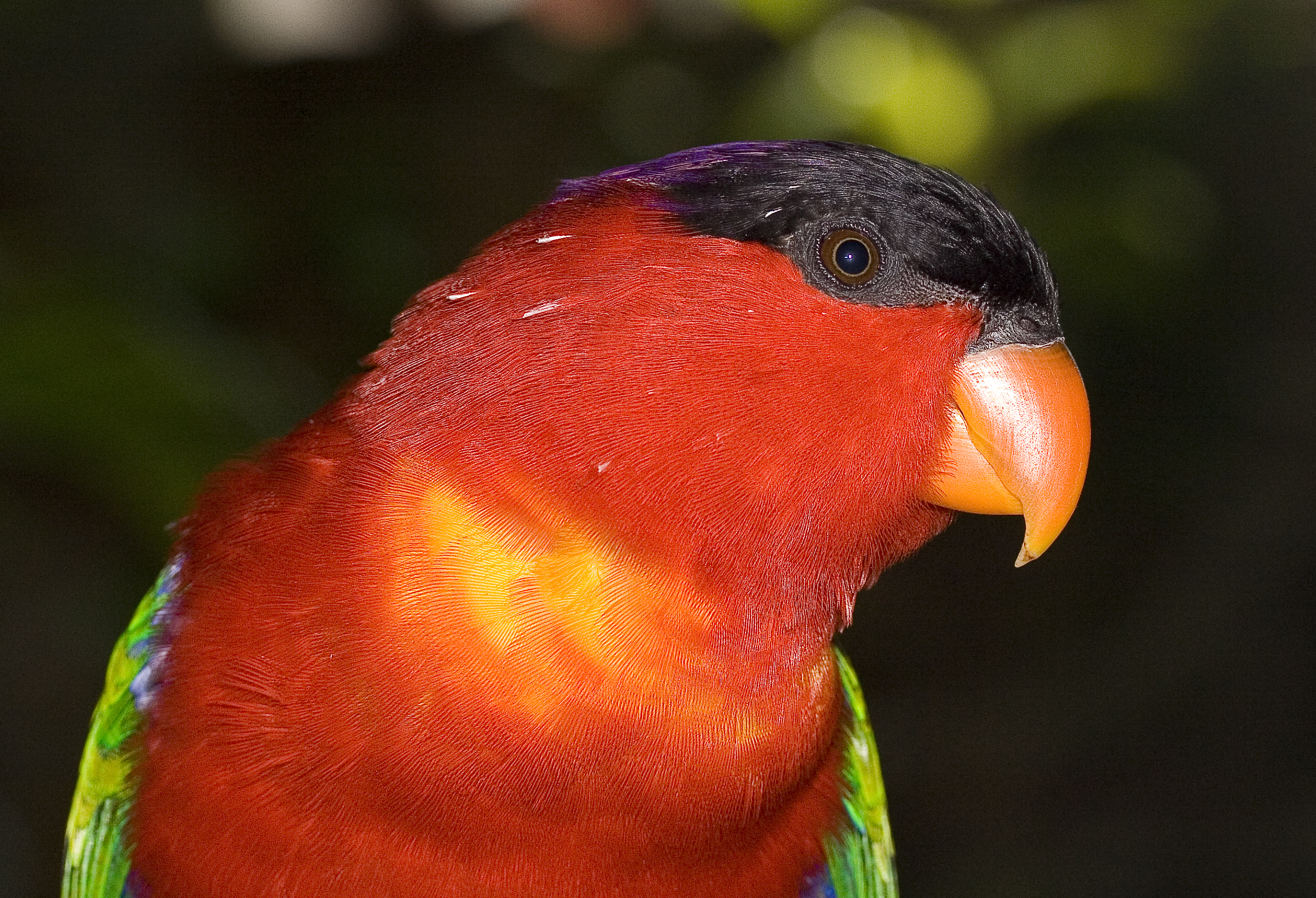
در جزایر باندا، اندونزی